# Виллингили
Виллингили — населённый остров в Индийском океане на Мальдивах. Он является частью региона Мальдивских островов — Северного Мале. Длина острова составляет около 1 километра. На Виллингили хорошо развита инфраструктура, здесь есть всё для отдыха и занятия разными видами водного спорта.
На северо-востоке острова сконцентрировано большинство туристических центров. Здесь собираются дайверы для совершения подводного путешествия по коралловому рифу, а также серферы, любящие большие волны. Более пассивный отдых можно провести на востоке острова. Там располагается общественный пляж с белым мягким песком, на котором приятно принимать солнечные процедуры.
Со всех сторон островной город окружают воды Индийского океана. По этой причине до недавнего времени жители Виллинджили испытывали нехватку пресной воды, но с введением в эксплуатацию системы опреснения подземных вод острова ситуация в корне изменилась.
В Виллинджили действует развитая таксомоторная сеть. Также передвигаться между близлежащими островами местным жителям помогают лодочки «донни», которые являются культурным наследием Мальдив.
Считается одним из самых густонаселённых островов мира.